# Chained to You
"Chained To You" foi o quarto single tirado do álbum Affirmation da banda australiana Savage Garden.

## Lançamento
O single foi lançado exclusivamente na Austrália, para promoção do DVD da turnê Superstars and Cannonballs da banda, e inclui diversas faixas ao vivo, gravadas no Brisbane Entertainment Centre. A capa do CD é a mesma utilizada no compacto de "The Best Thing", lançado para promoção do DVD internacionalmente. O videoclipe divulgado na época é a performance ao vivo da música que está no show do DVD.

### Paradas
O single chegou ao #21 do ARIA Charts, a parada australiana, permanecendo no Top 50 por 13 semanas consecutivas.

## CD Single
Austrália
1. "Chained to You" – 4:08
2. "Affirmation" (live in Brisbane, May 2000) – 5:44
3. "I Want You" (live in Brisbane, May 2000) – 3:55
4. "I Knew I Loved You" (live in Brisbane, May 2000) – 8:23

## Ligações Externas
- Chained to You (single) - Rádio UOL